# Fyresdal
Fyresdal ist eine norwegische Kommune im Südwesten des Fylke Telemark. Die Kommune hat 1256 Einwohner (Stand 1. Januar 2025). Der Sitz der Verwaltung ist in der Ortschaft Moland, die auch Fyresdal genannt wird.

## Geografie
Fyresdal grenzt im Süden und Westen an die Nachbarprovinz Agder, im Osten an die Kommune Nissedal und im Norden an Kviteseid und Tokke.
Der Großteil der Kommune ist hügelig mit Höhen zwischen 600 moh. und 900 moh. Die höchste Erhebung auf dem Gebiet der Kommune ist der Napuren im Nordosten mit 1284,2 moh. Im Zentrum von Fyresdal liegt der See Fyresvatn, der eine Länge von 26 Kilometer hat. An der Grenze zu Tokken liegt der Skredvatn und im Süden der Birtevatn sowie der Nesvatn. Durch die Kommune führt der Wasserlauf Fyresdalsvassdraget, welcher Teil des Arendalsvassdragets ist.
Seit etwa 1860 ist die Bevölkerungszahl in Fyresdal rückläufig. In der Dekade von 2009 bis 2019 war die Bevölkerung um 6,9 Prozent geschrumpft. Größte Ortschaft ist der Verwaltungssitz Fyresdal mit 387 Einwohnern (Stand: 2019) am nördlichen Ende des Fyresvatn. Die Einwohner der Kommune werden Fyresdøl genannt, offizielle Schriftsprache ist wie in den umliegenden Gemeinden Nynorsk.
Entlang des Fyresdalsvassdragets führt der Riksvei 355, der eine Anbindung an den Telemarksvegen sowie den Riksvei 38 bildet. In Verpe, nördlich der Ortschaft Fyresdal, liegt ein Flugplatz.

## Wirtschaft
Sowohl die Land- wie auch die Forstwirtschaft spielen eine wichtige Rolle für die Kommune. Viele der Landwirte halten Schafe. Im Jahresdurchschnitt werden zwischen 35.000 und 40.000 Kubikmeter Holz geerntet. Durch die Berglandschaft und die Angel- und Jagdmöglichkeiten in der Kommune wächst auch die Bedeutung des Fremdenverkehrs an.
In Fyresdal befinden sich elf Kraftwerke, die allerdings mit 362 Gigawattstunden eine relativ geringe Jahresproduktion haben.

## Geschichte
Im Ort befinden sich der Runenstein von Berge und der Skeisteinen. Der von der deutschen Besatzung eingesetzte Ministerpräsident Vidkun Quisling lebte die ersten sechs Jahre in Fyresdal, wo sein Vater als Pfarrer tätig war.

## Persönlichkeiten
- Vidkun Quisling (1887–1945), Offizier und Politiker